# 白馬岳

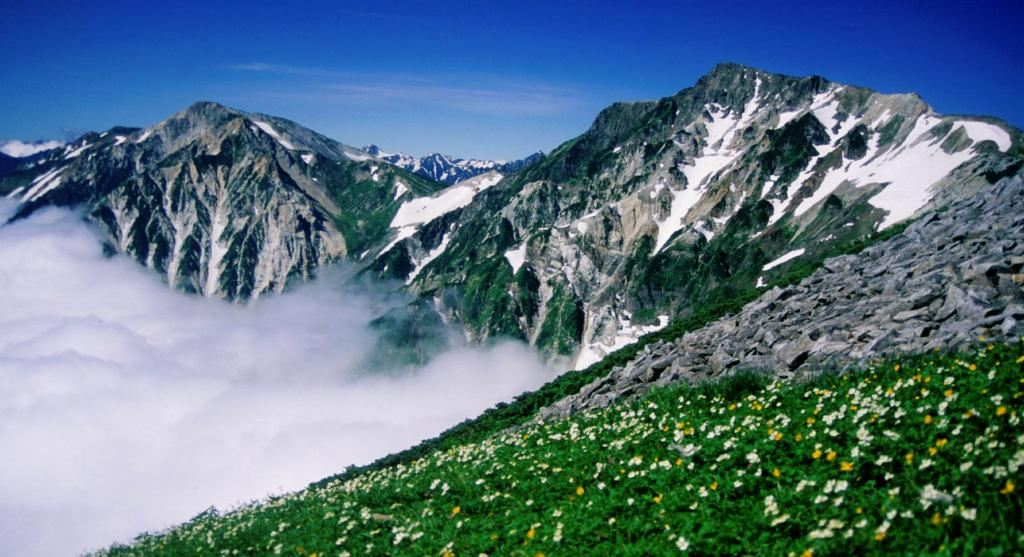
白馬岳（右）と高山植物 （小蓮華山方面より）

白馬岳（しろうまだけ、はくばだけ）は、飛騨山脈（北アルプス）北部の後立山連峰にある標高2,932 mの山。長野県と富山県とにまたがり、中部山岳国立公園内にある。

## 概要
白馬岳は杓子岳、白馬鑓ヶ岳とともに白馬三山と呼ばれている。南に続く後立山連峰の山々とともに、南北に伸びる稜線の両側の傾斜が著しく異なる非対称山稜が発達している特徴的な山容を持つ。山頂を含む南北700 mの地帯は県境が設定されていない。山頂には一等三角点があり、一等三角点百名山に選定されている。
東側の谷筋には冬季の膨大な積雪と周囲の山塊からの雪崩が集積した日本最大の雪渓である白馬大雪渓がある。雪渓の上部は夏期には日本有数の高山植物のお花畑が広がる。白馬大雪渓は日本三大雪渓のひとつとして有名。日本百名山、新日本百名山、花の百名山及び新・花の百名山に選定されている。
鑓ヶ岳中腹の標高2,100 m地点には、日本有数の高所にある温泉である白馬鑓温泉があり、白馬大池の北麓には蓮華温泉がある。
雪渓、お花畑、岩場、山の温泉と様々に楽しめる要素があり、交通の便も比較的良いことから、夏季にはたくさんの登山者が訪れて混雑する。夏期の登山者の大半は大雪渓を経由して登るため、夏休みの時期には大雪渓上は長蛇の列となることが多い。
なお、白馬岳山頂は日本郵便から交通困難地に指定されており、通年にわたり地外から当地宛の郵便物を送ることができない。

## 人間とのかかわり
- 1883年（明治16年） - 北安曇郡長の窪田畔夫と大町小学校長の渡辺敏ら9名が初登頂した[出 1]。
- 1893年（明治26年） - 陸地測量部館潔彦技官らにより、山頂に一等三角点が設置された[出 7]。
- 1894年（明治27年）7月22日午前10時 - ウォルター・ウェストンが蓮華温泉から鉱山道を利用し外国人としての初登頂をした。その著書で、この山名を「オオレンゲ」と記している[出 8]。1913年の再来日時にも登頂した[出 9]。
- 1895年（明治28年） - 富山藩の漢学者小杉復堂が登頂[出 10]。
- 1898年（明治31年） - 河野齢蔵、岡田邦松、吉沢秀吉が植物採集を目的に白馬大雪渓から登頂し、シロウマアサツキやタカネバラなどの高山植物を発見した[出 7][出 10]。
- 1900年（明治33年） - 11歳の松沢貞逸が登頂[出 11]。
- 1907年（明治40年） - 松沢貞逸が頂上直下の石室を買い取り、その隣に宗教登山に由来しない山小屋（信仰登拝者のための宿泊施設）としては日本最古の頂上小屋（現在の白馬山荘）を建設して本格的な開業をした[出 10][注釈 2]。
- 1910年（明治43年）夏 - 田部重治が蓮華温泉から登頂[出 12]。
- 1911年（明治44年） - 冠松次郎が登頂し、祖母谷を下り黒部峡谷に入った[出 13]。
- 1917年（大正6年） - 東久邇宮稔彦王らが登頂[出 14]。その後久邇宮邦彦王や朝香宮鳩彦王の登頂が新聞などで報道され、多くの登山者が訪れるようになった[出 11]。
- 1918年（大正7年） - 「白馬岳」を題とする紀行文が尋常小学校6年生の読本に採用され、知名度が全国的規模となる[出 15]。
- 1920年（大正9年）3月 - 慶應義塾大学山岳部の大島亮吉らによりスキーで積雪期初試登をした[出 1]。
- 1921年（大正10年）4月 - 笹川速雄らにがスキーで積雪期初登頂をした。蓮華温泉から登り大雪渓を滑降した[出 11]。
- 1922年（大正11年） - 高山植物の群生地が国の天然記念物に指定された。
- 1923年（大正12年）7月 - 深田久弥が白馬大池方面から登頂し、その後も四季を通じて何度か登頂した[出 3]。
- 1932年（昭和7年） - 山頂直下の白馬大雪渓からのルートと主稜線合流部に白馬岳頂上宿舎が建設された[出 10]。夏季には夏山診療所（昭和大学医学部白馬診療所）、山岳警備隊、簡易郵便局が併設されている[7]。
- 1934年（昭和9年）12月4日 - 山域は中部山岳国立公園の特別保護地区に指定された[3]。
- 1941年（昭和16年） - 富士山の強力の小見山正らが青銅の展望図指示盤を担ぎあげ、山頂に設置した[出 16]。
- 1947年（昭和22年）7月10日 - 観光協会により山小屋四か所を開設、山岳ガイド50名の体制で山開き[報 1]。
- 1952年（昭和27年）3月29日 - 長野県側の国有林を中心に富山県・新潟県を含む広大な地域が特別天然記念物の「白馬連山高山植物帯」に指定された。
- 1960年（昭和35年）8月 - ライチョウの生息地拡大のために白馬岳で捕獲した7羽（オス1羽、メス2羽、ヒナ4羽）が富士山に運ばれた。
- 1966年（昭和41年） - 白馬山荘と山頂との途中に松沢貞逸記念碑のレリーフが設置され、翌年から毎年7月に「貞逸祭」が開催されている[出 10]。
- 1973年（昭和48年）8月21日 - 浩宮徳仁親王が白馬大雪渓から登頂し、翌日に白馬鑓温泉経由で猿倉へ下山した[出 17]。
- 1976年（昭和51年）8月14日 - 集中豪雨が発生、長走沢で約100人の登山者が取り残される。後日、全員無事救助[報 2]。
- 1983年（昭和58年） - 岩田修二が東京都立大学 (1949-2011)で『白馬岳高山域における砂礫斜面の形成環境』にて理学博士号を受ける。
- 2001年（平成13年）12月 - 環境省が白馬岳周辺の湿地群を日本の重要湿地500の一つに選定した。
- 2005年（平成17年）8月11日 - 大規模な土砂崩れによる登山者2名が死傷する事故が発生した）[8]。
- 2006年（平成18年）10月7日 - 7人の登山パーティーが、発達した低気圧に伴う荒天により遭難（死者4人）。
- 2012年（平成24年）5月5日 - 急変した天候により、北の三国境付近で6人パーティが全員死亡する大量遭難が発生した。（2012年の白馬岳大量遭難事故）

白馬岳の風景
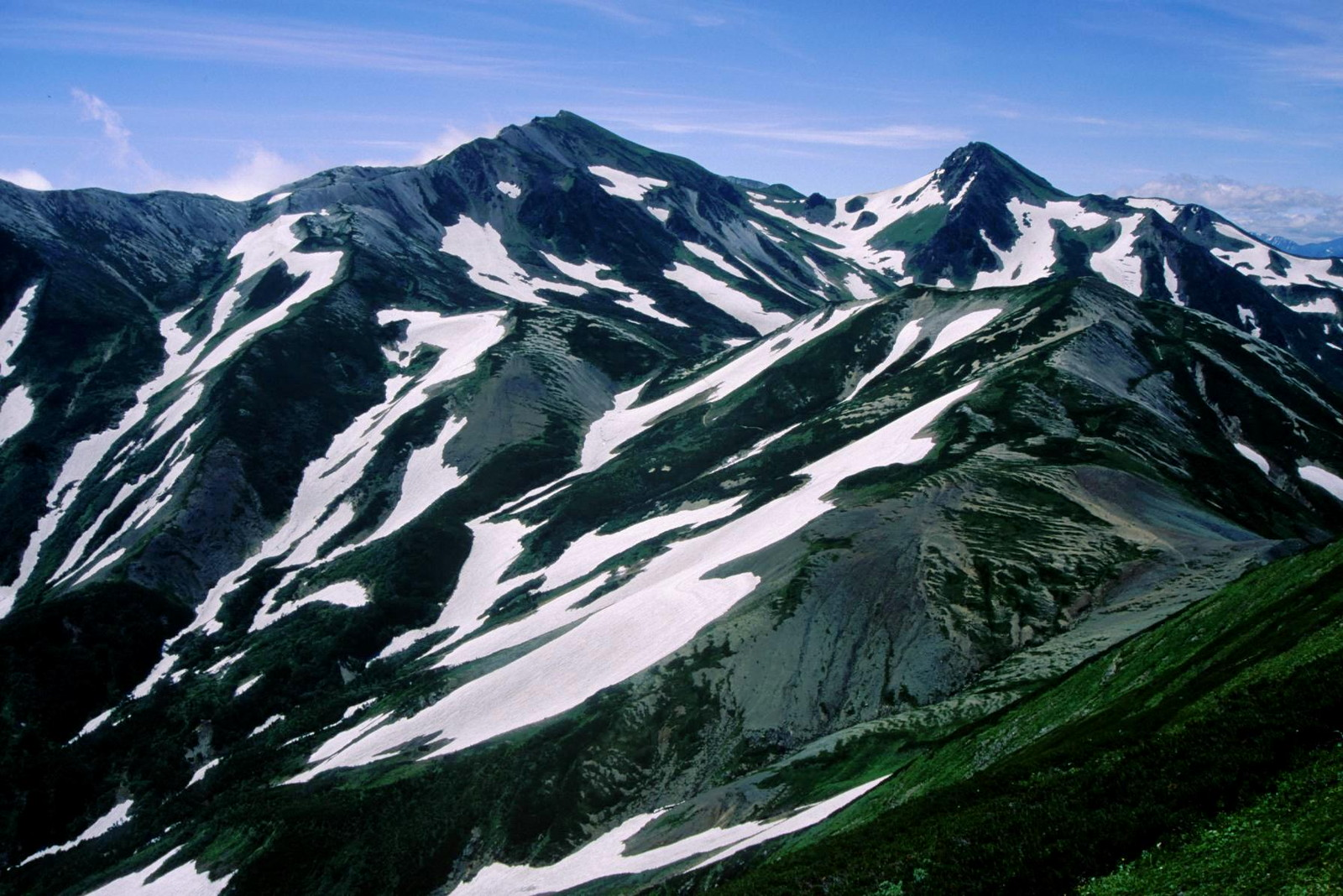
雪倉岳から望む白馬岳
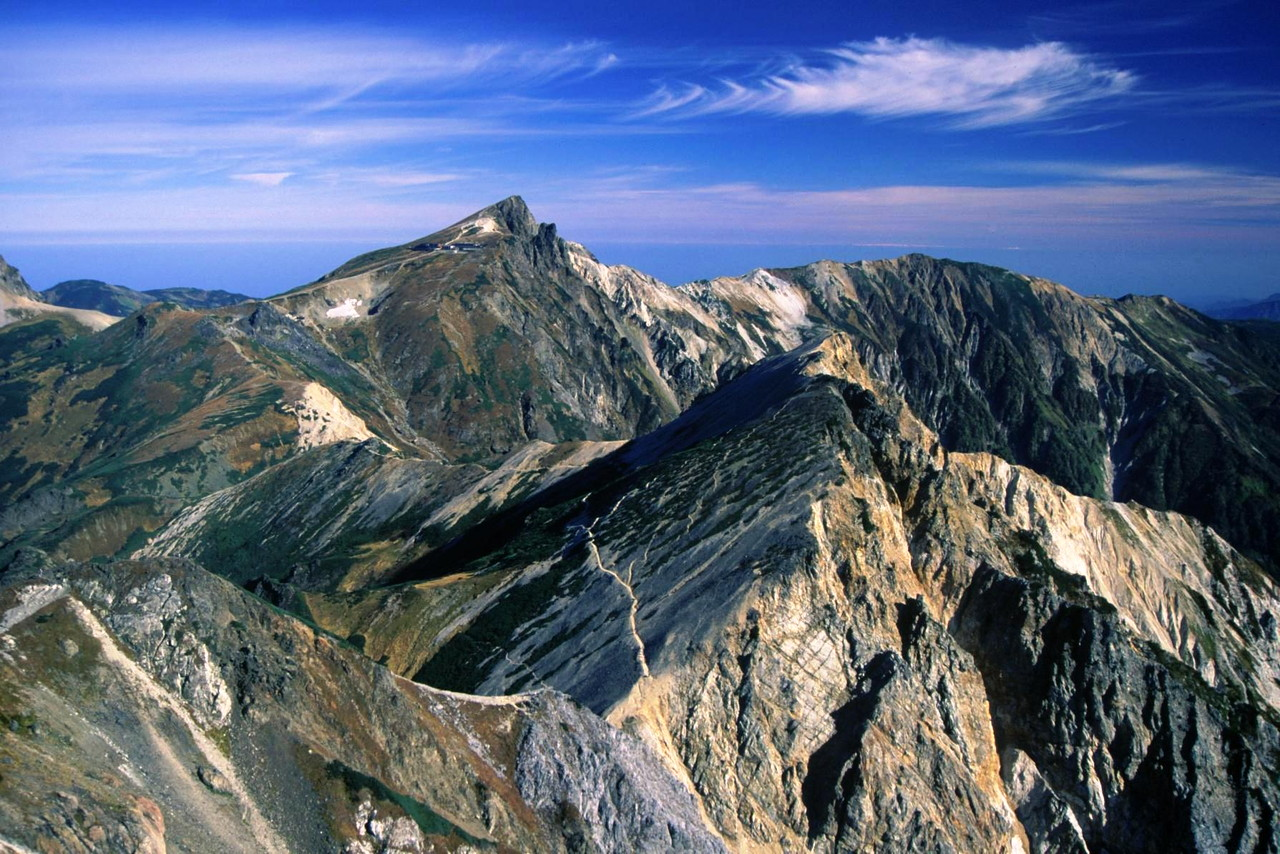
白馬鑓ヶ岳から望む秋の白馬岳
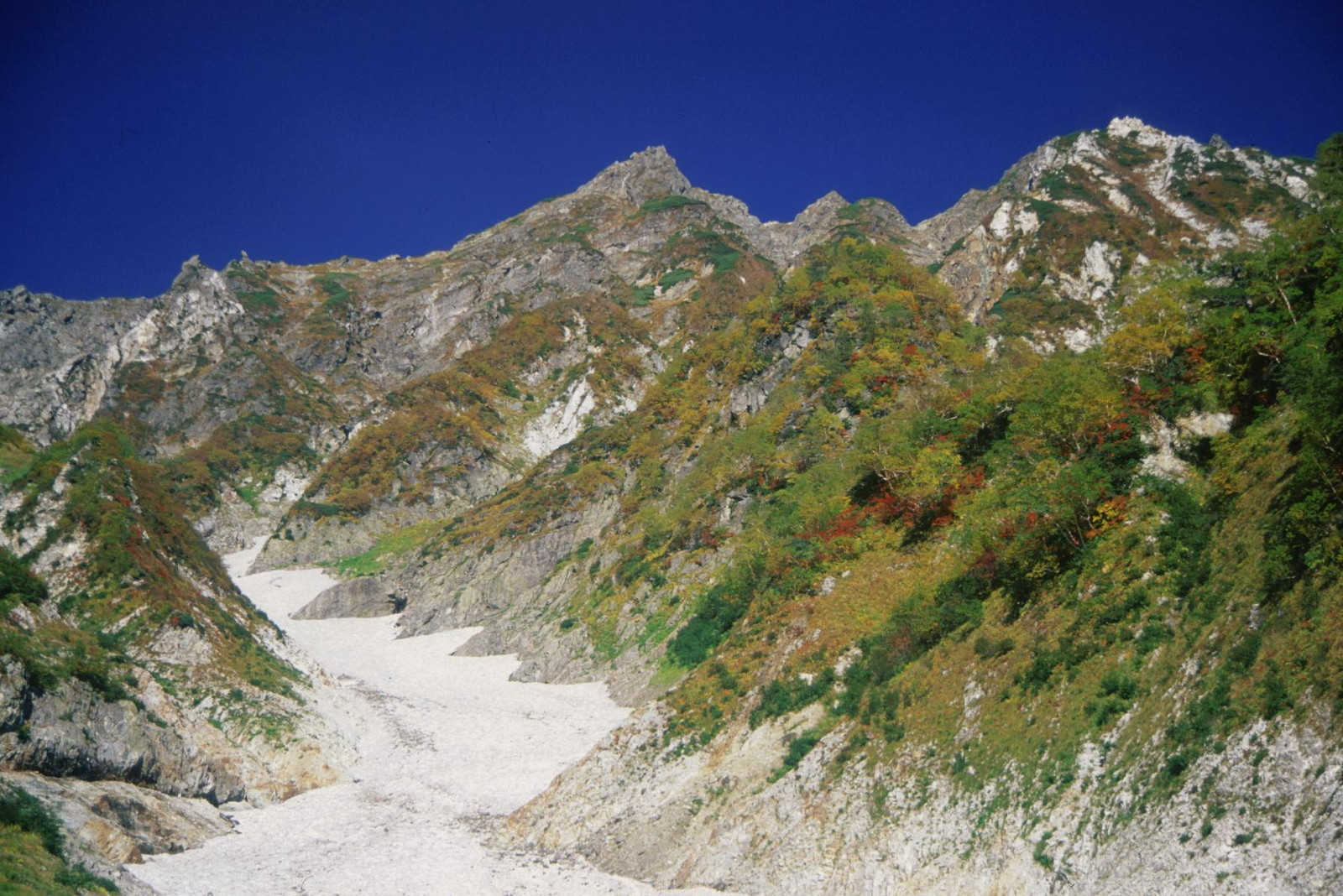
万年雪（秋の白馬大雪渓）
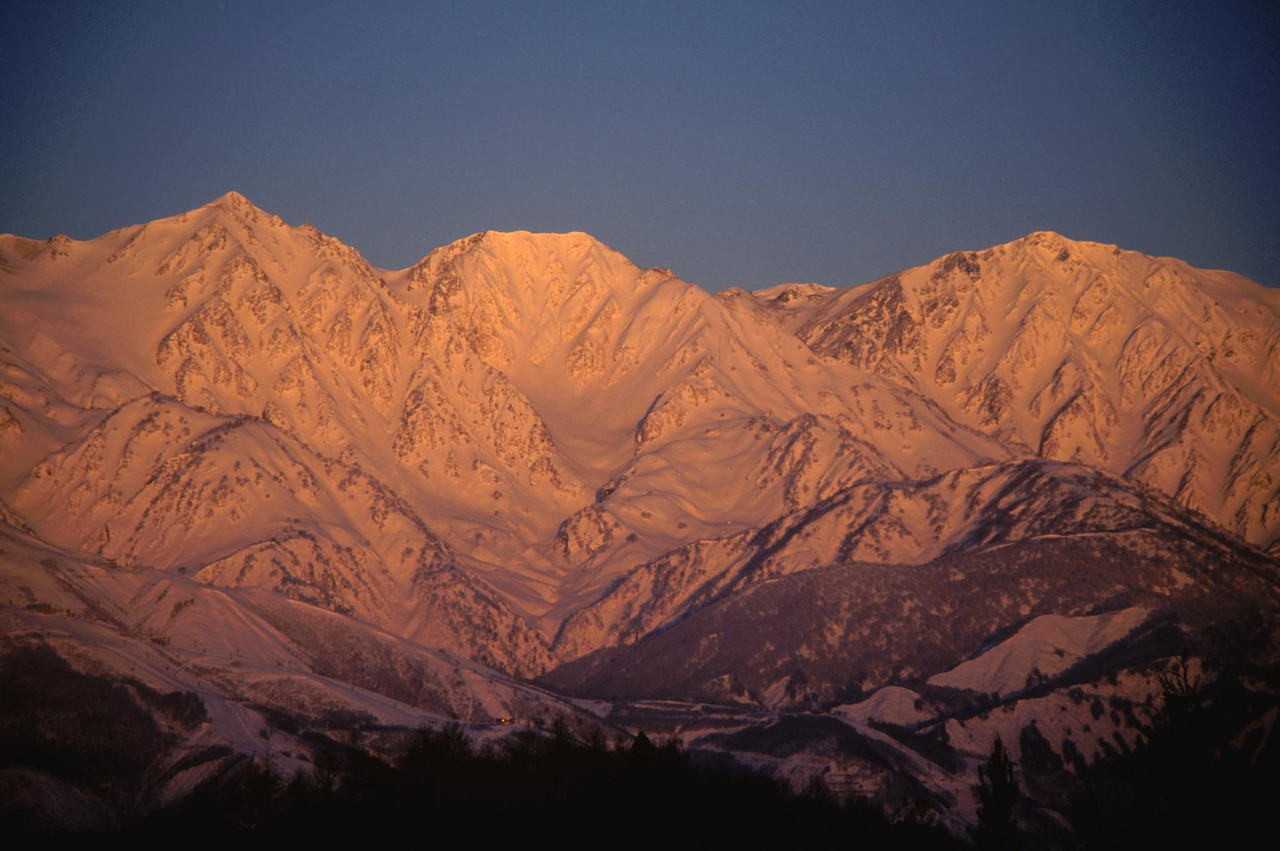
白馬三山 左から白馬鑓ヶ岳、杓子岳、白馬岳
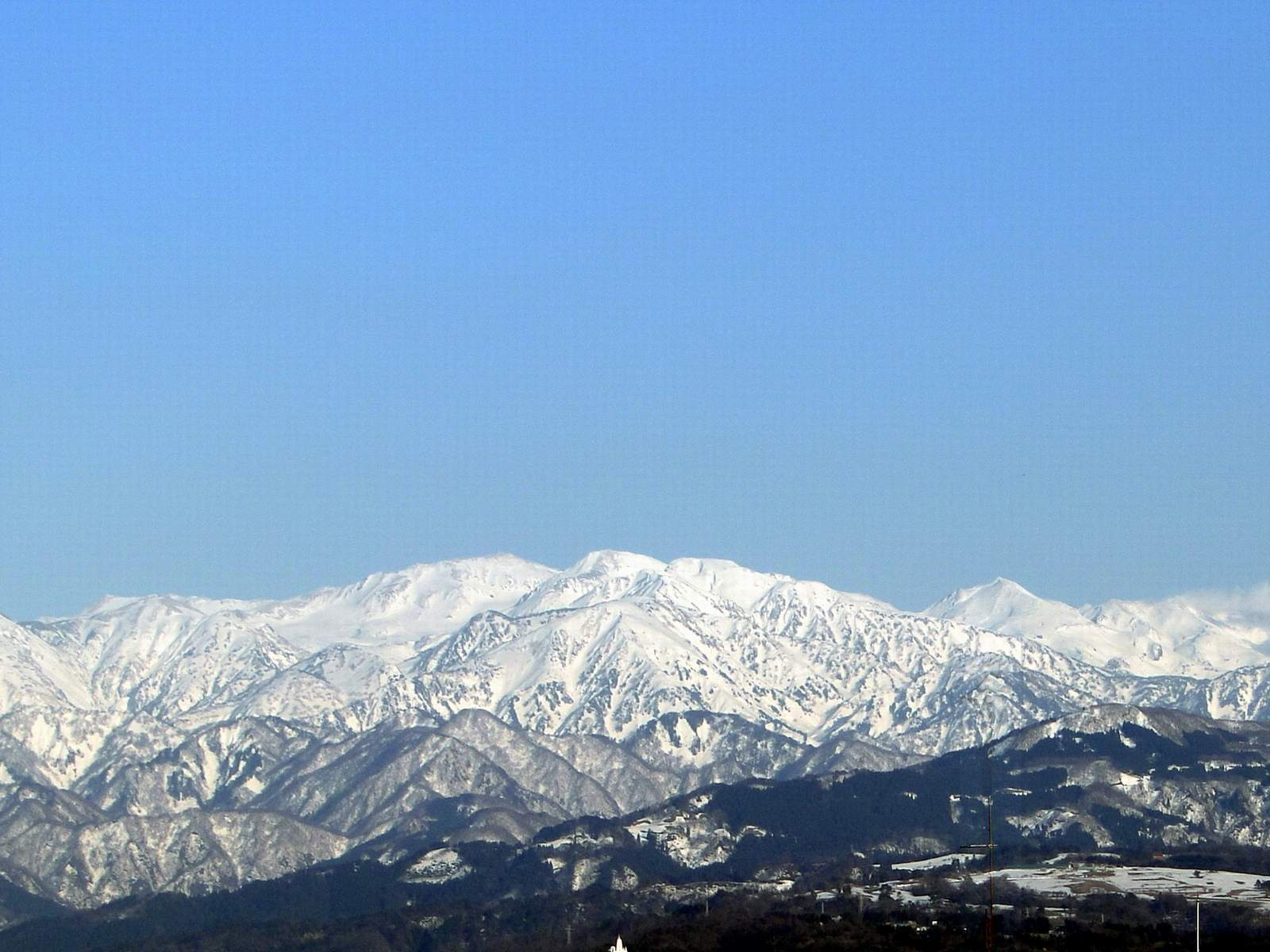
黒部市から見た白馬岳、白馬鑓ヶ岳

## 山名の由来

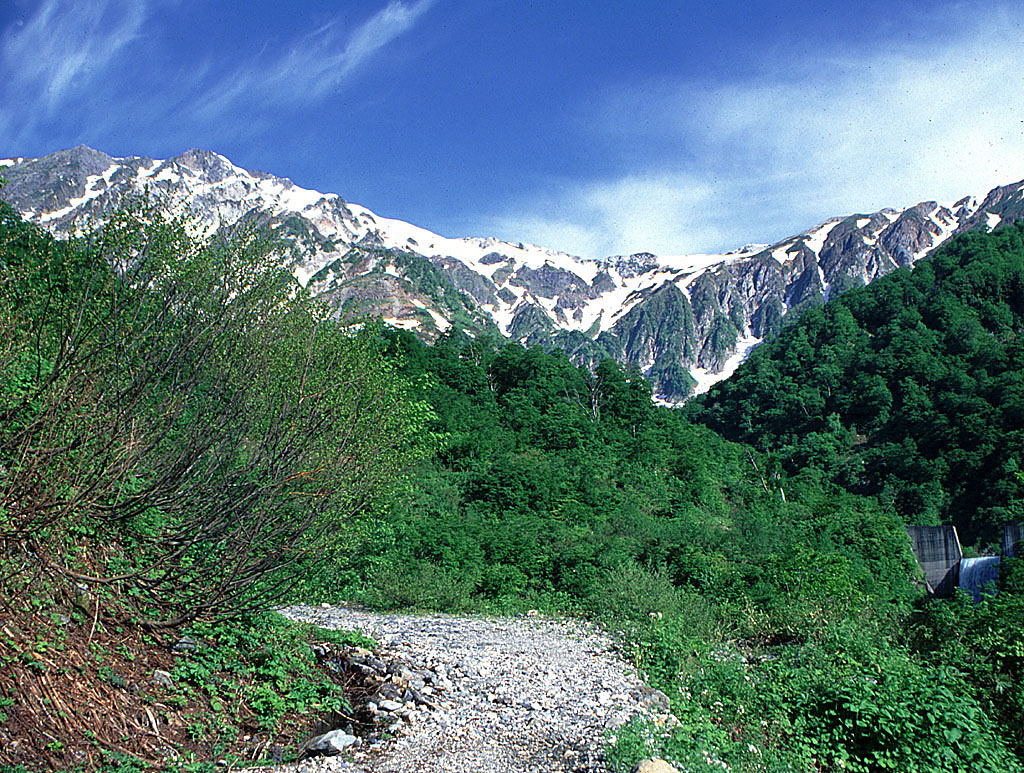
山名の由来となった6月頃に現れる代掻き馬の黒い岩肌

江戸時代の中期頃までは信州側では「西岳」や「西山」と呼ばれ、越中や越後では白馬岳・小蓮華山・白馬乗鞍岳を蓮の花に見えることから「大蓮華岳（山）」と呼ばれていた。今でも北に連なり新潟県の最高峰である小蓮華山や蓮華温泉にその名残が見られる。また西側の越中では上駒ヶ嶽と呼んでいた。これに対する下駒ヶ嶽が北に存在している。
「しろうま岳」の名前の由来は春になると雪解けで岩が露出し黒い「代掻き馬」の雪形が現れることから、「代掻き馬」→「代馬」→「しろうま」となったものである。つまり本来の表記は黒い「代馬岳」であったわけである。
しかし、地元の山岳関係者からは、シロウマ説に異論が出てきており、東京中心の山岳史観に一石を投げかけている。
1883年（明治16年）に北安曇野郡長と大町小学校長渡辺敏ら登頂の際に、「白馬登山記」の表記を残している。
1915年（大正4年）には陸地測量部による五万分の一の地形図に「代馬岳」ではなく「白馬岳」と記された。地元で「しろうま岳」が早くから「白馬岳」と記述されていたことによる表記の変更であることをうかがわせる。白馬岳の南に位置する杓子岳と鎚ヶ岳を併せた「白馬三山」の呼称もある。

## 環境

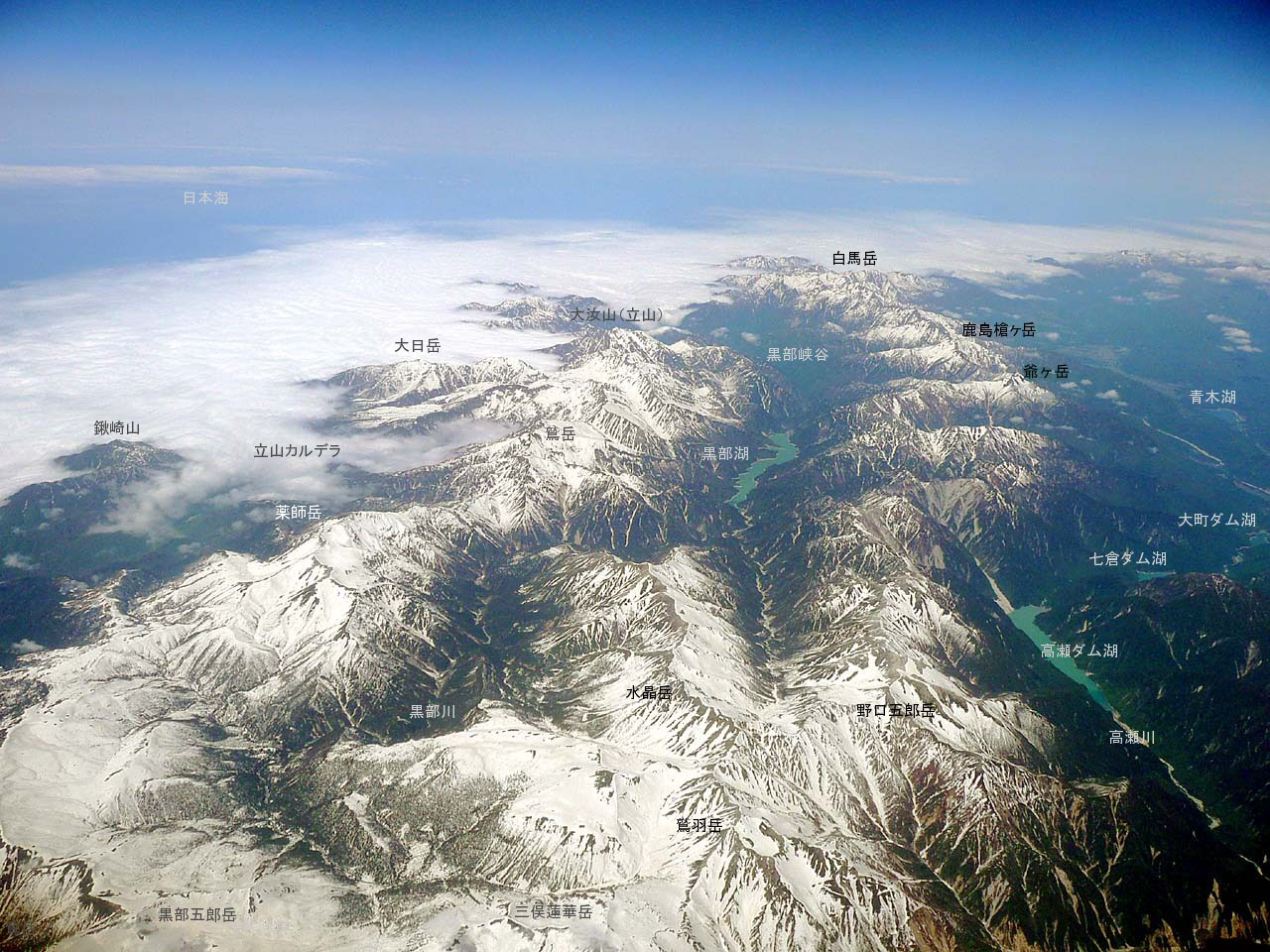
黒部川源流部と白馬岳（右上）

飛騨山脈（北アルプス）主稜線の北部に位置し、後立山連峰の最高峰である。

### 気候
北アルプスの北部に位置するこの山塊は雪も深く、夏期に入っても残雪の豊富なのが特徴である。5月の連休の頃には冬型の気圧配置もなくなり、春山の季節になる。しかし5月に、遅い雪のため大雪渓で大雪崩の出たことも近年あるので安心はできない。2012年の5月上旬には、猛烈な吹雪により、ベテランの登山家6名が遭難し全員が低体温症で死亡する事故が発生した。遭難者の体の一部は厚さ10センチメートルほどの氷に覆われた氷漬けとなっていたという。
5〜6月は比較的天候は安定することが多いが、梅雨末期の7月中旬は雨の日が多く、雪解け水で沢は増水する。梅雨明けの7月下旬からは晴天に恵まれるが、午後の夕立の季節でもある。
夏とはいえ、稜線では朝晩は冷え込む。8月中旬を過ぎれば、山は秋の気配も深まる。9月は秋雨前線の冷たい雨が降るようになるが、秋の高気圧に覆われた時は爽やかな秋晴れに紅葉の美しい季節となる。10月になれば稜線は初雪に薄化粧され、体育の日前後でだいたい小屋も閉じる。一般の登山者もこの頃までで、山は急速に厳しい冬山に変わる。

### 周辺の山
- 朝日岳（2,418 m）- 雪倉岳（2,611 m） - 小蓮華山（2,766 m） - 白馬岳（2,932 m） - 杓子岳（2,812 m） - 鑓ヶ岳（2,903 m） - 唐松岳（2,696 m）
- 白馬乗鞍岳
- 毛勝三山 - 剱岳 - 立山

白馬岳、杓子岳、鑓ヶ岳を併せて「白馬三山」という。

### 源流の河川
以下が主な源流の河川で日本海へ流れる。
- 松川 （姫川の支流）
- 祖母谷、柳又谷 （黒部川の支流）

### 植物相

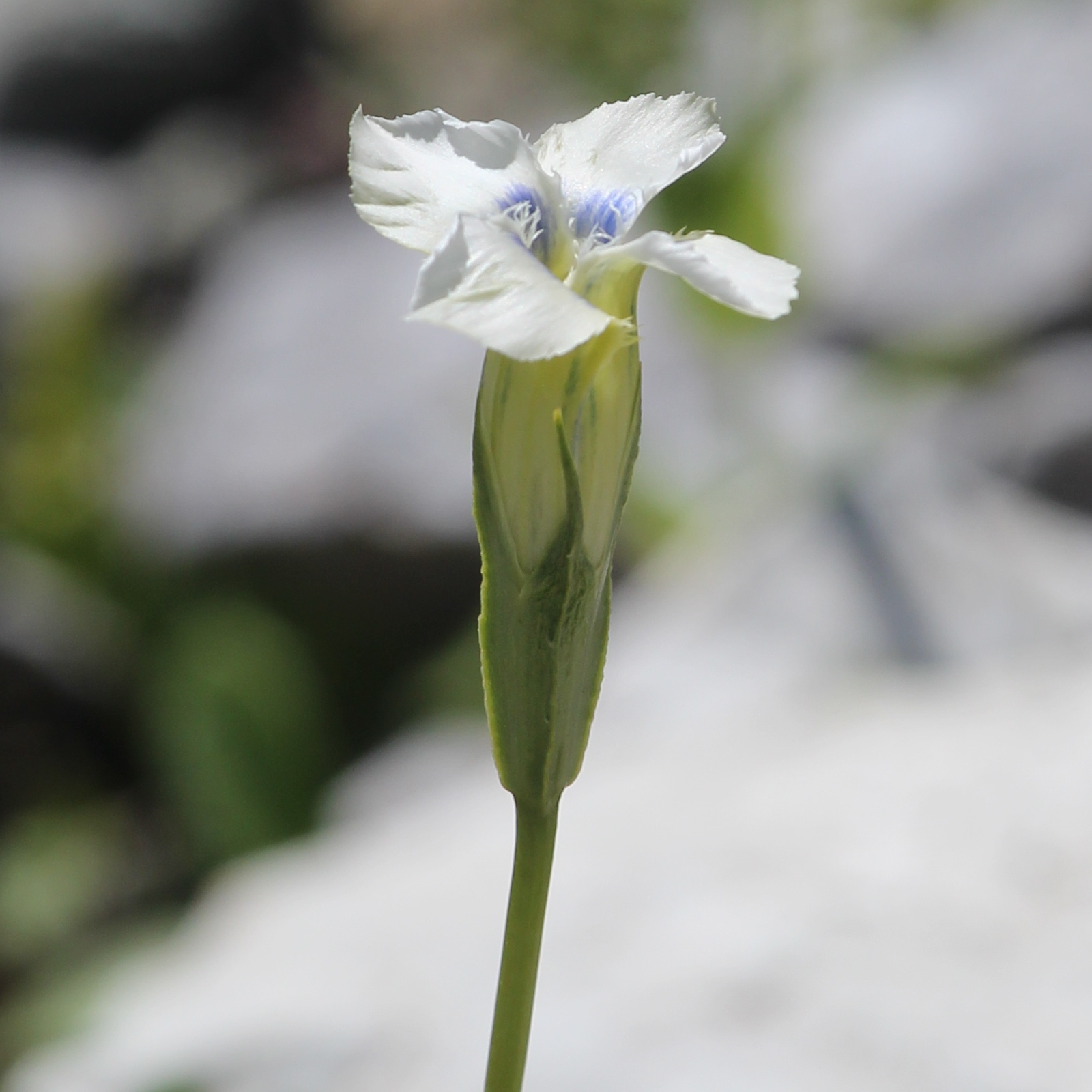
タカネリンドウ（シロウマリンドウ）

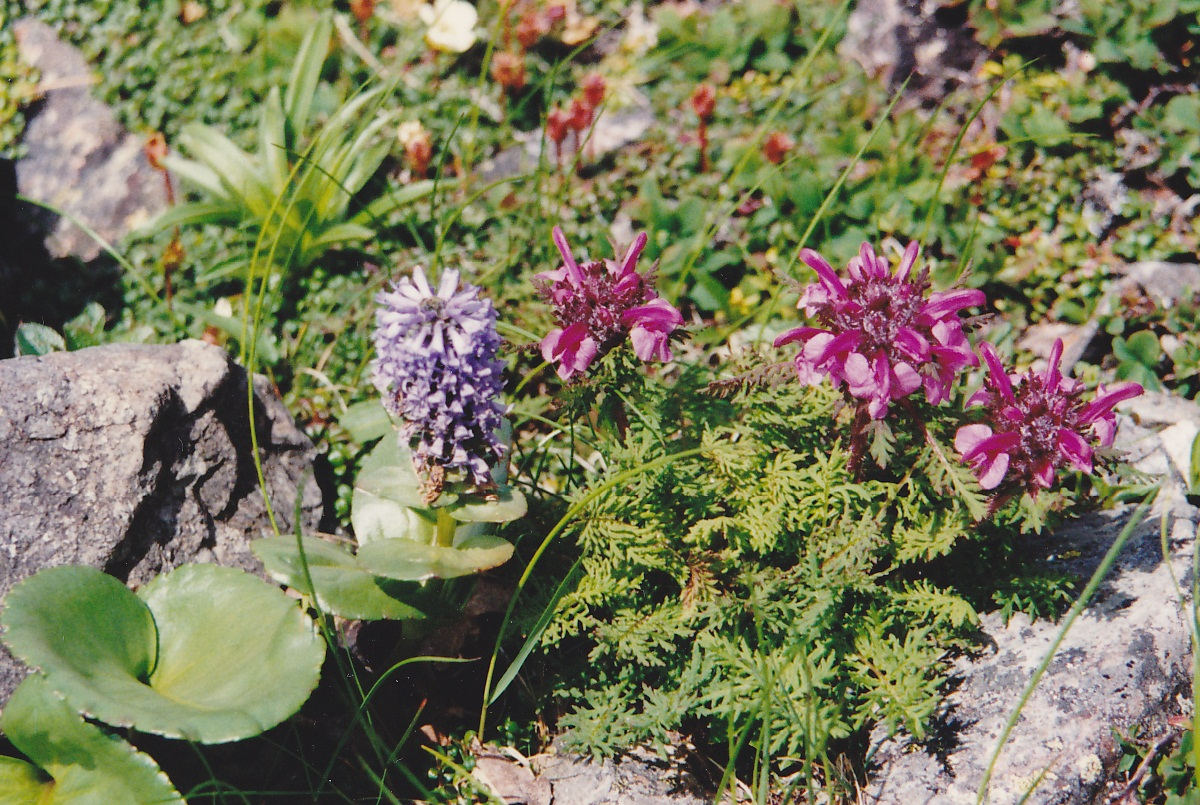
ウルップソウとミヤマシオガマ

山域では高山植物の固有種や希少種も多く、高山植物群落の規模も大きいため、日本を代表する高山植物帯・特殊岩石地（蛇紋岩、石灰岩）植物群落として、特別天然記念物「白馬連山高山植物帯」に指定されている。「高山植物の宝庫」と言われ、明治から植物学者による研究が行われ、昭和になって高橋秀男が345種あることを報告した。作家の田中澄江は2度この山に登り、その著書で代表する花としてイワイチョウ、シロウマアサツキ、コマクサ、リンネソウなどを紹介した。山の上部は森林限界のハイマツ帯でライチョウの生息地となっている。白馬では、コブシやオオヤマザクラ、ウメ、モモの木の花や、フクジュソウ、キクザキイチゲ、カタクリが競うように、ほとんど同時に花開く。
- 「シロウマ」を冠する和名の種

10種以上のシロウマを冠する種が自生している。シロウマアカバナ、シロウマイタチシダ、シロウマスゲ、シロウマチドリ、シロウマヒメスゲ、タカネリンドウ（シロウマリンドウ）は、白馬岳の固有種である。
一部の種は長野県、富山県、新潟県レッドリストの準絶滅危惧 絶滅危惧IA類（Critically Endangered, CR）、絶滅危惧IB類（Endangered, EN）、準絶滅危惧（Near Threatened, NT）に指定されている。

## 登山

### 登山道

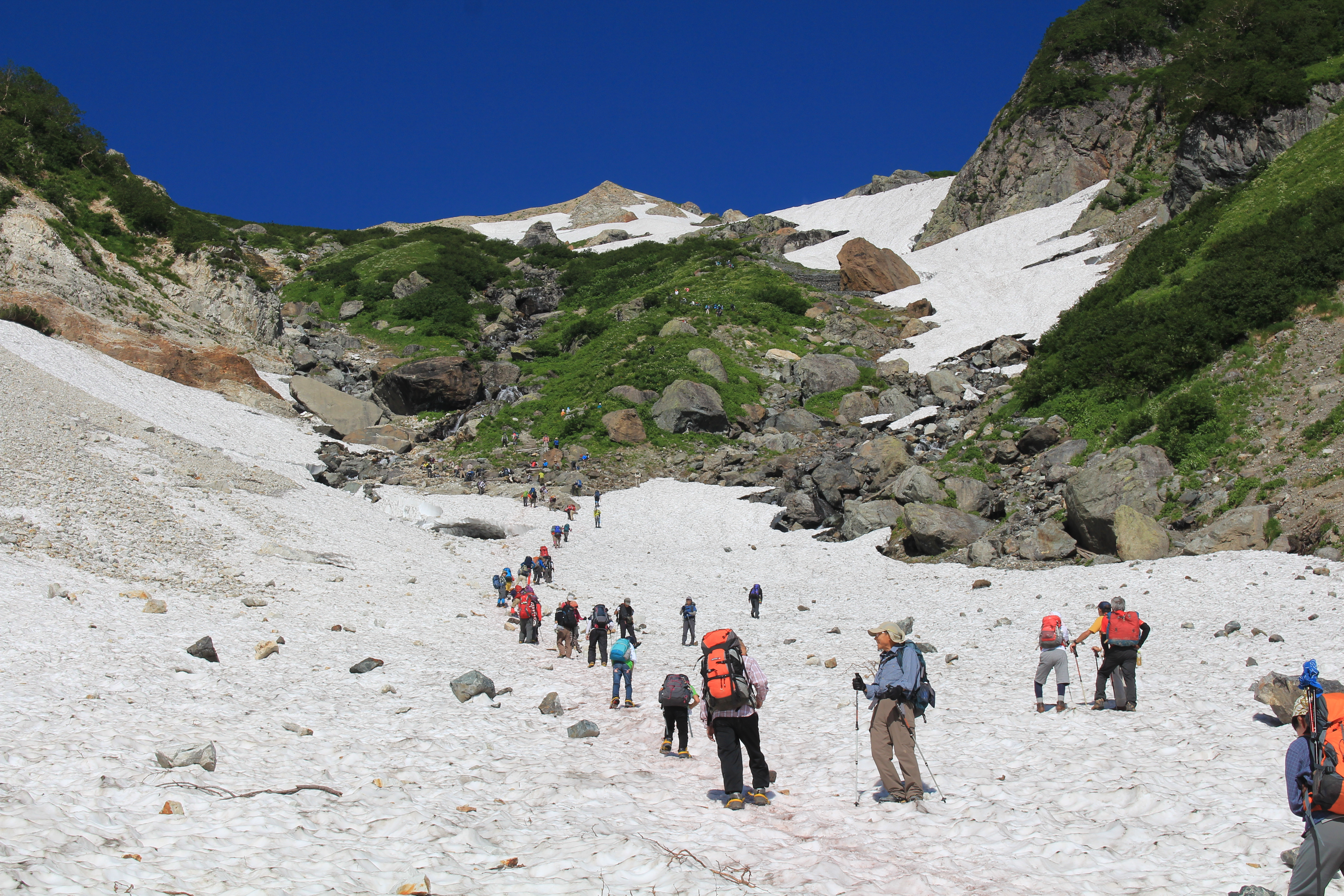
大雪渓を行く登山者

白馬岳の登山道開拓は松沢貞逸の功績が大きく、白馬岳の開山祭は「貞逸祭」として開催されている。各方面からの以下の登山道がある。
JR白馬駅 - 猿倉からのルート
- （大雪渓ルート）白馬岳への最もポピュラーなコースで、入山者も圧倒的に多い。一般的には、猿倉までバスで入ることになる。乗車時間は30分ほどで、シーズンには登山者の数に応じて臨時便を運行するなどの対応をしている。駅前では四本爪アイゼンも借りられる。猿倉では、樹林帯の中に猿倉荘がある。八方- 猿倉 - 白馬尻 - 白馬大雪渓 - 白馬岳（所要時間 上り 7時間、下り 5時間）
- （白馬鑓温泉ルート）八方 - 猿倉 - 白馬鑓温泉 - 鑓ヶ岳 - 白馬岳

JR平岩駅 - 蓮華温泉からのルート
- 蓮華温泉 - 白馬大池 - 小蓮華山 - 白馬岳（所要時間 上り 6時間30分、下り 5時間40分）
- 蓮華温泉 - 三国境 - 白馬岳

JR白馬大池駅 - 栂池高原からのルート
- （栂池自然公園ルート）栂池高原 - 栂池自然公園 - 天狗原 - 白馬大池 - 小蓮華山 - 白馬岳（所要時間 上り 7時間、下り: 4時間55分）白馬駅から落倉経由と白馬大池駅経由で栂池高原まで、通年運行のバスがある。今まではここからバスやタクシーで栂池自然園まで入っていたが、自動車の乗り入れは禁止され、ゴンドラとロープウェイを乗り継いで行く。夏でも始発7時、下りが終発17時。
- （白馬乗鞍岳ルート）栂池 - 白馬乗鞍岳 - 白馬大池 - 小蓮華山 - 白馬岳

欅平駅(黒部峡谷鉄道)からのルート
欅平駅-祖母谷温泉 - 清水岳 - 白馬岳

後立山連峰縦走
- （北側の主稜線からのルート）朝日岳方面より - 朝日岳 - 雪倉岳 - 白馬岳
- （南側の主稜線からのルート）針ノ木岳・唐松岳方面より - 唐松岳 - 白馬槍ヶ岳 - 杓子岳 - 白馬岳

### 周辺の山小屋
2大チェーンによる大規模な山小屋経営が行われている。白馬山荘をはじめとする白馬連峰一帯の山小屋を経営している株式会社白馬館は、1890年（明治23年）に現在の白馬駅前にあたる場所に登山者向けの旅館「山木旅館」を建設し、1916年（大正5年）には「白馬館」と改名した。また、1906年（明治39年）には現在の白馬山荘の位置に山小屋「頂上小屋」を設置し、1915年（大正4年）には「白馬山頂小屋」と改名している。1908年（明治41年）には白馬尻小屋を設置した。この小屋は降雪地帯の白馬大雪渓の下部に位置するため、阿曽原温泉小屋や白馬鑓温泉小屋などと同様に毎年登山シーズン終了時の秋に小屋を解体し、夏季のシーズン前に除雪し再組立てを行っている。
- 白馬山荘グループの白馬鑓温泉小屋、白馬大池山荘、白馬尻テント場の各テント場は完全予約制である[15]。また、村営白馬岳頂上宿舎・天狗山荘のテント場も完全予約制である[16]。
  - 針ノ木岳方面で白馬山荘、村営白馬岳頂上宿舎の次のテント指定地は村営天狗山荘である。
  - 白馬岳下山路で白馬山荘、村営白馬岳頂上宿舎の次のテント指定地は白馬大池山荘、白馬尻小屋である。

株式会社白馬館系
白馬山荘（収容人数800人）、白馬大池山荘、白馬尻小屋、栂池ヒュッテ、白馬鑓温泉小屋、五竜山荘、キレット小屋。
村営系
白馬岳頂上宿舎（日本で3番目の規模の山小屋・シーズン中は白馬山頂簡易郵便局が設置される）、猿倉荘、天狗山荘、八方池山荘（白馬尻荘は2007年から休業、2010年に廃止届が提出される）。
その他
祖母谷温泉小屋（黒部峡谷側登山口）、不帰岳避難小屋、雪倉岳避難小屋、朝日小屋、白馬岳蓮華温泉ロッジ、唐松岳頂上山荘
| 名称           | 所在地                 | 白馬岳からの 方角と距離(km) | 標高 (m) | 収容 人数 | キャンプ 指定地 | 備考                                           |
| -------------- | ---------------------- | --------------------------- | -------- | --------- | --------------- | ---------------------------------------------- |
| 白馬山荘       | 白馬岳頂上直下         | 0.1                         | 2832     | 800       | なし            | 明治38年（1905年）開業。                       |
| 白馬岳頂上宿舎 | 白馬岳頂上南西         | 0.202                       | 2,730    | 300       | テント120張     | 幼児無料、食事はセルフテイク方式（バイキング） |
| 白馬大池山荘   | 白馬大池北西畔         | 0.552                       | 2,380    | 150       | 50張            | テント泊料金に学生割引                         |
| 白馬尻テント場 | 白馬大雪渓下           | 1.375                       | 1,560    | 0         |                 | 山小屋の開設はなし                             |
| 白馬岳         |                        | 0                           | 2,932    |           |                 |                                                |
| 村営天狗山荘   | 天狗ノ頭の北、天狗池畔 | 2.02                        | 2,730    | 88        | テント50張      | 1958年建造                                     |

## 交通・アクセス
大雪渓・白馬鑓温泉
JR東日本大糸線の白馬駅からアルピコ交通の路線バスで猿倉へ
白馬大池
JR東日本大糸線白馬駅・信濃森上駅・JR東日本白馬大池駅から路線バスで栂池高原、更にロープウェーで栂池まで
JR西日本大糸線平岩駅から糸魚川バスの路線バスで蓮華温泉へ
欅平
黒部峡谷鉄道本線欅平駅より
県道
長野県道322号白馬岳線
長野県道325号白馬岳大町線

## 「はくば」かの論争
山小屋の名前
「白馬」は「しろうま」の当て字であるから「はくば」と読むのは本来は誤りだが、地元で「白馬」を「はくば」と読むことは古くから行われており、白馬山荘をはじめとする白馬連峰一帯の山小屋を経営している株式会社白馬館は、1890年に現在の白馬駅前にあたる場所に登山者向けの旅館「山木旅館」を建設し、1916年（大正5年）には「白馬館」と改名した。また、1907年（明治40年）には現在の白馬山荘の位置に山小屋「頂上小屋」を設置し、1915年（大正4年）には「白馬山頂小屋」と改名している。また、1908年（明治41年）には白馬尻小屋を設置しているが、これらは「白馬」を称した当初からすでに「はくば」と読ませており、その他の「白馬」がつく山小屋名もすべて「はくば」と読むのが正式である。
村名
その後も1956年（昭和31年）9月30日に合併で発足した白馬村は「はくばむら」と呼ばれ、1932年（昭和7年）11月20日に開業した大糸線信濃四ツ谷駅は1968年（昭和43年）10月1日に白馬駅と改名され「はくばえき」と呼ばれている。
スキー場
現在では山や雪渓の名称と高山植物の名称以外のほとんどが「はくば」と読む。すべての「白馬」のつくスキー場もすべて「はくば」が正式の読みとなっており、スキーヤーも「はくば」読みが主流である。地元村民も山の名も含めて「はくば」読みをする人が多いが、登山ガイドブック・登山雑誌に一時期「はくばの読みはおかしい」という主張が掲載された影響か、登山者は「しろうま」派が主流である。また放送局、新聞などのメディアでも「しろうまだけ」と呼ばれている。
植物の名称
最初にこの山で発見された高山植物の和名には「シロウマ」を冠するものは多数あるが、「ハクバ」を冠するものは全くない。学術的な名称には山の正式名称が採用される傾向にあるからである。ただ、動物ではハクバサンショウウオが存在する。これは白馬岳ではなく白馬村から名付けられたからである。

## テレビ番組
- 『日本百名山 白馬岳』 NHK衛星第2テレビジョン、1994年9月15日放送[報 3]
- 『花の百名山 白馬岳 ウルップソウ』 NHK衛星第2テレビジョン、1995年10月12日放送[報 4]
- 『雪渓の向こうに〜白馬岳〜シリーズ山の歌(2)』 NHK総合テレビジョン、小さな旅、2000年9月10日放送[報 5]
- 『週刊 日本の名峰 白馬岳』 NHKデジタル衛星ハイビジョン、1994年9月15日放送[報 6]
- 『山の歌 春雪へ〜北アルプス 白馬岳〜』 NHK総合テレビジョン、小さな旅、2008年6月1日放送[報 7]
- 『秋の北アルプス 紅葉と雲上の絶景』 NHK名古屋放送局、金とく、2008年12月7日放送[報 8]
- 『今年の秋は人気の名山に登ろう！！』 テレビ東京、2010年9月18日放送[報 9]
- 『山オトコ☆山ガールが行く〜北アルプスまるごと山遊び』 信越放送、2012年2月18日放送[報 10]
- 『やっほー！日本アルプス　秋の白馬連峰 男ふたり旅』 NHK名古屋放送局、金とく、2013年11月1日放送[報 11]